# Polizeiruf 110: Unheil aus der Flasche
Unheil aus der Flasche ist ein deutscher Kriminalfilm von Helmut Krätzig aus dem Jahr 1987. Der Fernsehfilm erschien als 111. Folge der Filmreihe Polizeiruf 110.

## Handlung
Frau Henrich ist Alkoholikerin und lebt von ihrem Mann geschieden. Dieser hat inzwischen neu geheiratet. Von den beiden Kindern des Ehepaares lebt der ältere Sohn Ulf bei seinem Vater. Ursprünglich lebte auch der neunjährige Holger bei seinem Vater, verstand sich jedoch mit seiner neuen Stiefmutter nicht und kam ins Heim. Als Frau Henrich eine Entziehungskur abgeschlossen hatte, durfte sie Holger zu sich holen. Nun ist sie rückfällig geworden, versucht ihren Zustand jedoch vor der Außenwelt zu verbergen, damit ihr Sohn nicht wieder ins Heim kommt. Nachbar Dorus und seine Freundin ahnen dennoch, dass Frau Henrich wieder trinkt.
Aufgrund des desolaten Zustandes der Mutter kümmert sich Holger um den Haushalt und die Finanzen. Seine Mutter ahnt nicht, dass Holger heimlich mit einem Komplizen Einbrüche in Geschäfte begeht und so zu dem Geld kommt, das sie für ihren Alkoholkonsum braucht. Bei einem Einbruch in eine Parfümerie rutscht Holger aus und fällt in eine Vitrine. Er zieht sich schwerste Schnittverletzungen zu. Sein Komplize kann nicht zu ihm, da der Fluchtweg für ein Kind gerade groß genug ist. Nach einem anonymen Anruf bei der Feuerwehr wird Holger am nächsten Morgen gefunden und in ein Krankenhaus gebracht. Er schwebt in Lebensgefahr. Hauptmann Peter Fuchs und Unterleutnant Becker übernehmen die Ermittlungen und suchen Holgers Mutter auf. Fuchs erkennt sofort, dass sie Entzugserscheinungen hat. Er verzichtet auf eine Befragung und veranlasst die Einweisung der Frau in eine Entzugsklinik. Frau Henrich bittet darum, Holger bei ihrem Ex-Mann unterzubringen. Der reagiert ablehnend, habe sich Holger damals in seiner Familie doch so indiskutabel benommen, dass seine zweite Frau Lotti eine Fehlgeburt erlitten habe. Seine Familie hatte schließlich den Kontakt zu Holger und Frau Henrich komplett abgebrochen und danach nicht wieder aufgenommen.
Frau Henrich erhält in der Klinik den Anruf einer Frau und erfährt von ihr, was Holger zugestoßen ist. Verwirrt flieht sie aus der Klinik. Peter Fuchs leitet eine Großfahndung ein. Erst nach einer Weile stellt sich Frau Henrich der Polizei. Sie behauptet, sie sei bei den Einbrüchen Holgers Komplizin gewesen. Über den Anruf redet sie nicht. Lotti Henrich bestreitet, einen Anruf getätigt zu haben. Auch Nachbar Dorus’ Freundin hat nicht mit Frau Henrich telefoniert. Drei Dinge bringen die Ermittler weiter: In einem Antiquitätenladen tauchen zwei der bei einem der Einbrüche gestohlenen Elektrogeräte auf. Sie wurden dort von Lotti Henrich in Zahlung gegeben. Sie behauptet, die Geräte von Holger erhalten zu haben. Er habe für seine Mutter Geld gebraucht. Dorus wiederum hat einen kleinen Imbiss. In der Kasse wurden Fehlbeträge festgestellt und Anzeige gestellt, die Oberleutnant Thomas Grawe bearbeitet. Dorus gerät nun ins Visier der Ermittler, hat er doch Geld gebraucht. Er streitet jede Verwicklung in die Diebstähle ab. Schließlich wird von Arbeitern auf einer Baustelle das Diebeslager mit den gestohlenen Waren der Einbrüche gefunden.
Peter Fuchs stellt dem Täter eine Falle. Er kündigt sowohl der Familie Henrich, als auch Dorus an, dass für den nächsten Tag eine Hausdurchsuchung beantragt wurde. In der Nacht beschatten zahlreiche Polizisten die jeweiligen Häuser und tatsächlich fährt Dorus zur Baustelle und bringt verschiedene Elektrogeräte in das Versteck. Er wird festgenommen, gibt jedoch nur zu, die gestohlene Ware verkauft zu haben. Mit dem Einbruch in der Parfümerie habe er nichts zu tun. Herr Henrich und Lotti erscheinen bei der Polizei und äußern den Verdacht, dass Ulf an den Einbrüchen beteiligt war, habe er sich doch seit dem Unfall seines Bruders sehr verändert. Ulf wiederum gesteht seiner Mutter die Tat, die er gemeinsam mit Holger begangen hat. Die Ermittler nehmen ihn mit aufs Revier, wo er Dorus belastet. Er habe ihnen die gestohlene Ware abgekauft und zudem bei den Einbrüchen als Transporteur der Ware fungiert. Er habe sich in der Unfallnacht nicht darum gekümmert, dass Holger verunglückte, sondern sei mit der Ware fortgefahren und habe Ulf zurückgelassen. Dorus wird verhaftet. Die Ereignisse haben Frau Henrich deutlich gemacht, dass sie trocken werden muss. Ihr Arzt lässt sie durch die Scheibe in das Zimmer sehen, in dem Holger liegt. Er erwacht kurz und sieht seine Mutter, die nun für ihn Verantwortung übernehmen will.

## Produktion
Unheil aus der Flasche (Arbeitstitel: Nachbarschaft) wurde vom 1. September bis Ende Oktober 1986 in Berlin und Petershagen gedreht. Die Kostüme des Films schuf Susanne Porsch, die Filmbauten stammen von Knut Lempio. Der Film erlebte am 3. Mai 1987 im 1. Programm des Fernsehens der DDR seine Premiere. Die Zuschauerbeteiligung lag bei 44,4 Prozent.
Es war die 111. Folge der Filmreihe Polizeiruf 110. Hauptmann Peter Fuchs ermittelte in seinem 65. Fall. Leutnant Thomas Grawe hat einen wenige Sekunden dauernden Gastauftritt, ähnlich wie die Gastauftritte in den frühen Tatorten. Die Kritik lobte Jenny Gröllmanns schauspielerische Leistung im Film: Sie „hatte in dieser Rolle alle Stadien der rückfälligen Alkoholikerin darzustellen, die einzelnen Stufen der Betrunkenheit, die Selbstaufgabe und die Qual der Entziehung. Die Schauspielerin bewältigte diese schwere darstellerische Aufgabe auf geradezu beklemmende Weise.“